# Бартоломео Крістофорі
Бартоломе́о Крістофо́рі ді Франче́ско (італ. Bartolomeo Cristofori di Francesco; 4 травня 1655 — 27 січня 1732) — італійський музичний майстер, спеціаліст з виготовлення клавесинів. Він є винахідником фортепіано. Здобув популярність як майстер з виготовлення клавікордів і спінетів. З 1688 року служив при дворі принца Фердинандо III Медічі (1663–1713) у Флоренції. Він удосконалив клавесин і почав роботи зі створення фортепіано близько 1698 року. Модель, створена ним у 1726 році, конструктивно практично не відрізняється від сучасних моделей фортепіано.
Свій винахід описав так:
«Клавесин Бартоломео Крістофорі, новий винахід, що грає тихо і голосно, має два основні регістри, настроєні в унісон і корпус з кипарису без резонансного отвору»
Оригінальний текст (італ.)
Un Arpicembalo di Bartolomeo Cristofori di nuova inventione, che fa' il piano, e il forte, a due registri principali unisoni, con fondo di cipresso senza rosa...

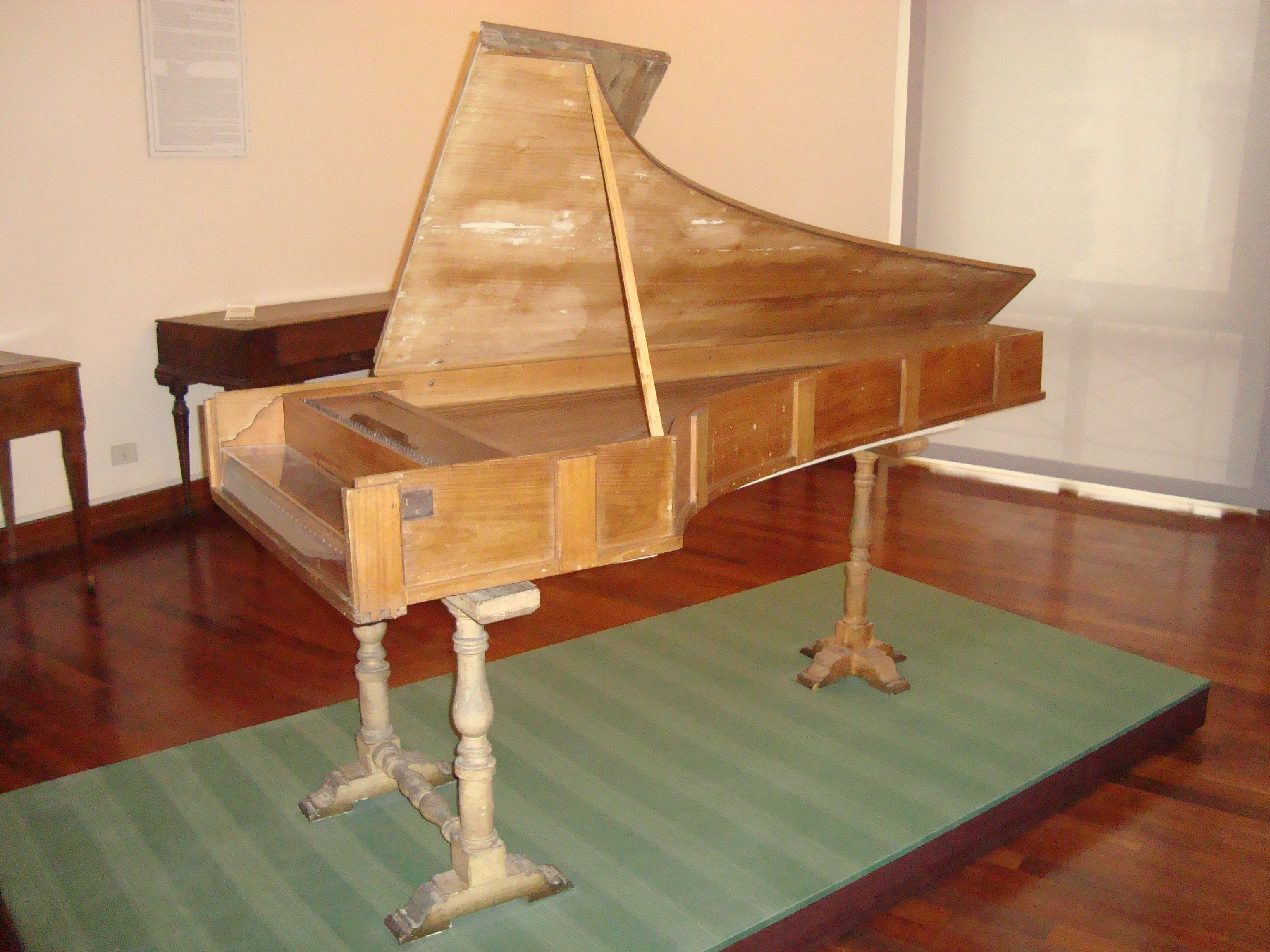
Піано форте Бартоломео Крістофорі виготовлене в 1722 році. Національний музей музичних інструментів у Римі

До наших днів збереглися три інструменти, сконструйовані Крістофорі . Вони знаходяться в:
- Музеї мистецтва Метрополітен в Нью-Йорку (сконструйовано 1720 р.);
- Національному музеї музичних інструментів у Римі (сконструйовано в 1722 р.);
- Музеї музичних інструментів Лейпцизького університету[en] (сконструйовано в 1726 р.).